# Розлин (Пенсільванія)
Розлин (англ. Roslyn) — невключена громада в містечку Абінгтон, округ Монтгомері, штат Пенсільванія, США. Спочатку називався Гіллсайд, назва Розлин походить від рожевих садів, які колись росли там.
Першою відомою людиною європейського походження, яка заселила цю територію, був Джон Тайсон, який купив тут ділянку землі в 1717 році. Він побудував печі для випалювання вапна, щоб перетворити велику кількість місцевого вапняку на негашене вапно, започаткувавши промисловість, яка діяла до кінця 20 століття.